# Château de Broin
Le château de Broin est un manoir moderne situé  à Broin (Côte-d'Or) en Bourgogne-Franche-Comté .

## Localisation
Le manoir est situé au sud-est du village en bordure de plateau et de la RD 20.

## Historique
En 1346, la maison forte de Broin entourée d’un double fossé fait l'objet d'une transaction entre Renaud de Gellan et la veuve de Renaud de Broin. Elle appartient au XVe siècle à Claude de Mello, puis, de 1666 à 1717 aux Saulx-Tavannes. Ceux-ci la vendent à Philippe de Cronembourg, seigneur de Jambles et de Vougeot, qui bâtit le nouveau château en 1747 avant de le céder dès l’année suivante à Edme Seguin. Les Seguin de Broin qui y ajoutent deux courtes ailes en 1785 le conservent jusqu'en 1880.

## Architecture
Le logis est un bâtiment de style classique à un étage avec toit à croupe flanqué de deux tours basses avec toits en pavillon. Les communs sont couverts d'un toit brisé.